# Tahta
Tahta (arabisch طهطا, DMG Ṭahṭā) ist eine Stadt in Oberägypten im Gouvernement Sauhadsch mit ca. 126.000 Einwohnern. Die Stadt befindet sich am Westufer des Nils. Zwei berühmte koptische Klöster befinden sich in der Nähe von Tahta, das Weiße Kloster und das Rote Kloster.

## Bevölkerungsentwicklung
| Zensusjahr | Einwohnerzahl |
| ---------- | ------------- |
| 1996       | 73.850        |
| 2006       | 85.528        |
| 2017       | 124.874       |

## Verkehr
Tahta liegt an der Bahnstrecke Kairo–Assuan. Am 26. März 2021 ereignete sich hier ein schwerer Eisenbahnunfall. 

## Söhne und Töchter der Stadt
- Rifāʿa at-Tahtāwī (1801–1873), Autor der Nahda[2]
- Naguib Sawiris (* 1954), Unternehmer